# Zelenîi Hai, Mîkolaiiv
Zelenîi Hai (în ucraineană Зелений Гай) este un sat în comuna Stepove din raionul Mîkolaiiv, regiunea Mîkolaiiv, Ucraina.

## Demografie
Componența lingvistică a localității Zelenîi Hai
     Ucraineană (92,76%)
     Rusă (6,18%)
     Alte limbi (0,71%)
Conform recensământului din 2001, majoritatea populației localității Zelenîi Hai era vorbitoare de ucraineană (92,76%), existând în minoritate și vorbitori de rusă (6,18%).